# Trương Triển Nam
Trương Triển Nam (tiếng Trung: 张展南; sinh năm 1948) là Phó đô đốc đã nghỉ hưu của Hải quân Quân Giải phóng Nhân dân Trung Quốc (PLAN). Ông từng giữ chức vụ Phó Tư lệnh Hải quân Quân Giải phóng Nhân dân Trung Quốc, Tư lệnh Hạm đội Bắc Hải và Viện trưởng Học viện Tàu chiến Đại Liên.

## Thân thế và binh nghiệp
Trương Triển Nam sinh năm 1948 tại Hoa Dung, Nhạc Dương, tỉnh Hồ Nam. Ông nhập ngũ năm 1968, gia nhập Đảng Cộng sản Trung Quốc năm 1970. Trương Triển Nam tốt nghiệp Học viện Tàu chiến Đại Liên, Quân chủng Hải quân; Học viện Chỉ huy Hải quân và Đại học Quốc phòng Trung Quốc. Sau khi tốt nghiệp Trương Triển Nam trở thành kỹ sư ra-đa tàu hộ vệ, từng kinh qua các chức vụ Phó chỉ huy tàu hộ vệ, Chỉ huy tàu hộ vệ, Chỉ huy tàu khu trục; Tham mưu trưởng chi đội 6 tàu khu trục thuộc Hạm đội Đông Hải; Chi đội trưởng chi đội 6. Năm 1988, Trương Triển Nam thụ phong hàm Thượng tá Hải quân.
Năm 1992, phong quân hàm Đại tá Hải quân. Tháng 12 năm 1994, Trương Triển Nam được phân công đảm nhiệm chức Tham mưu trưởng Căn cứ Hải quân Chu Sơn. Tháng 12 năm 1996, nhậm chức Phó Tư lệnh Căn cứ Hải quân Chu Sơn.
Tháng 10 năm 1997, Trương Triển Nam quay trở lại trường cũ của mình, được phân công đảm nhiệm chức vụ Viện trưởng Học viện Tàu chiến Đại Liên, Quân chủng Hải quân. Tháng 7 năm 1998, Trương Triển Nam được phong quân hàm Chuẩn đô đốc.
Tháng 7 năm 2000, Trương Triển Nam được bổ nhiệm làm Phó Tham mưu trưởng Hải quân Quân Giải phóng Nhân dân Trung Quốc (PLAN).
Tháng 4 năm 2003, tàu ngầm điện-diesel mang số hiệu 361 Type-035 lớp Minh đã gặp nạn trong lúc tham gia tập trận làm toàn bộ thủy thủ đoàn 70 người thiệt mạng. Sau khi vụ tai nạn xảy ra, hàng loạt quan chức cấp cao của Hải quân Trung Quốc đã bị cách chức trong đó có Tư lệnh Hạm đội Bắc Hải Đinh Nhất Bình. Tháng 6 năm 2003, Trương Triển Nam được chỉ định giữ chức Phó Tư lệnh Quân khu Tế Nam kiêm Tư lệnh Hạm đội Bắc Hải, thay thế người tiền nhiệm Đinh Nhất Bình. Năm 2004, Trương Triển Nam thụ phong quân hàm Phó đô đốc.
Tháng 5 năm 2006, nguyên Phó Tư lệnh Hải quân Vương Thủ Nghiệp bị bắt vì nhận hối lộ, Trương Triển Nam được bổ nhiệm giữ chức Phó Tư lệnh Hải quân Quân Giải phóng Nhân dân Trung Quốc.
Tháng 7 năm 2011, Trương Triển Nam nghỉ hưu ở tuổi 63.